# Salvia scabrata
Salvia scabrata là một loài thực vật có hoa trong họ Hoa môi. Loài này được Britton & P.Wilson miêu tả khoa học đầu tiên năm 1920.